# Turism electronic
Turismul electronic (electronic tourism sau e-tourism în engleză) este parte a comerțului electronic și unește unele din cele mai rapide tehnologii în dezvoltare, cum sunt cea a comunicațiilor și tehnologiei informațiilor, industria ospitalității și cea a managementului/ marketingului/ planificării strategice. „e” indică starea de electronic și reprezintă piețele electronice (e-marketplace în engleză), unde afacerea electronică (e-business în engleză) întâlnește e-consumatori, e-guvernare, e-partneri și alte afaceri electronice pe platforme electronice.
Procesele de dezvoltare din cadrul tehnologiei informației și comunicațiilor și Internetul, în particular, au revoluționat întreaga industrie a turismului, generând noi modele de afaceri, schimbând structura canalelor de distribuție specifice turismului și reproiectând toate procesele ce țin de această industrie și, nu în ultimul rând, influențând furnizorii de pachete turistice, destinațiile și stakeholderii.
Activitățile specifice turismului electronic presupun existența turoperatorilor, a agențiilor de turism și a altor entități cu interese în domeniul turismului în spațiul virtual prin intermediul unui portal specializat. Fenomenul în sine are implicații atât pentru consumatorul de servicii turistice, cât și pentru cei enumerați mai sus.

## Turismul în era digitală
Potrivit unor studii elaborate de Institutul Internațional IPK, în 1999, peste 27 milioane de europeni au folosit Internetul pentru a-și stabili destinațiile vacanțelor viitoare, iar aproape 6 milioane au rezervat bilete on-line. Până la sfârșitul anului 2001, veniturile obținute la nivel mondial de pe urma turismului electronic s-au ridicat la peste 30 miliarde USD.
Rapoartele din 2001 ale The European Travel Monitor indică o creștere de 47% în ceea ce privește persoanele care au făcut rezervări online, în timp ce 80% dintre utilizatorii de Internet sunt interesați în a-și rezerva singuri locurile în destinațiile de vacanță prin intermediul web-ului.
Conform cercetătorilor americani, suma totală provenită de pe urma călătoriilor de plăcere sau de afaceri rezervate de turiștii din întreaga lume prin intermediul Internet-ului au urcat în anul 2001 la peste 13 miliarde de dolari. Iar în 2004, cifra înregistrată a fost de aproximativ 65 miliarde de dolari.
Concluzia unui seminar desfășurat în luna aprilie, 2001, în Rusia, sub patronajul Organizației Mondiale a Turismului, a fost că nici o altă tehnologie, cu excepția televiziunii, nu a avut un impact așa de mare asupra călătorilor ca Internetul.

### Portalul de turism
Un portal de turism poate fi văzut ca o infrastructură a unei comunități de afaceri ce ofera un mediu transparent pentru dezvoltarea afacerilor din turism. Portalul de turism reunește parțile care participă la activitățile turistice și anume furnizorii de servicii turistice (pensiuni, hoteluri, baze de tratament), agențiile de turism și nu în ultimul rând consumatorii de bunuri și servicii turistice într-un spațiu virtual, în World Wide Web. Participanții își joacă rolurile într-o transparență totală prin intermediul instrumentelor specifice Internet-ului.
Portalurile de turism oferă servicii din ce în ce mai diversificate: turiștii nu numai că pot rezerva un sejur on-line, dar vor primi toate informatiile prin poșta electronică și vor plăti totul on-line, prin intermediul cărții de credit.

### Implicațiile turismului electronic pentru vizitatori
Turismul electronic implică pentru consumatorii finali următoarele aspecte: e-informare, e-rezervare (hoteluri, mijloace de transport etc.) și plata electronică.

#### e-Informare
Etapa de e-informare presupune oferirea de informații în cadrul portal-urilor specializate, broșuri electronice, ghiduri turistice audio, albume foto (imagini statice și panorame), imagini în timp real sau clipuri video, și chiar jurnale de călătorie prin intermediul blogurilor sau chiar comunități virtuale specializate, gen Virtual Tourist, și de ce nu, ghidurile oferite prin intermediul orașelor virtuale.

#### e-Rezervare
Rezervărilor on-line sunt utilizate cel mai mult în domeniul hotelier, al transporturilor aeriene și pentru serviciile de închiriere autoturisme.
Serviciile de rezervări on-line, ca servicii ale societății informaționale, trebuie să se conformeze exigențelor legale care își au izvorul în actele normative ce fac referire la serviciile de Internet în general și la cele de comerț electronic și încheiere contractelor la distanță în particular.

#### Plata electronică
Consumatorii pot folosi cărți de credit, cecuri electronice, bani digitali (digital cash în engleză) sau chiar microcash, când plățile însumează doar câțiva cenți. Multe din sistemele electronice de plată pe Internet sunt echivalentul electronic al sistemelor folosite zi de zi, cum sunt cărțile de credit, cecurile etc. Până și banii digitali, meniți să reprezinte moneda forte, sunt disponibili.
Cardul, de debit sau de credit, poate îndeplini în anumite condiții și alte funcții, cum ar fi aceea de acoperire a unor riscuri, la fel ca și o poliță de asigurare sau aceea de asistență pentru anumite situații.

### Implicațiile turismului electronic pentru turoperatori
Majoritatea tehnologiilor din sfera afacerilor electronice se bazează pe sistemul de relații și de comunicare cu clienții, furnizorii și angajații. Multitudinea de oferte de platforme hardware-software și de soluții fac pentru manageri alegerea tot mai dificilă.
O afacere electronică în sfera serviciilor turistice automatizează procesul comenzilor, crește numărul piețelor de desfacere și implicit eficiența, reduce costurile și pune în valoare competitivitatea. De asemenea, permite agențiilor și turoperatorilor să-și analizeze potențialii clienți și să-și gestioneze în mod corespunzator resursele.

#### Managementul afacerii
În ceea ce privește managementul afacerii electronice, inițiatorii trebuie să reexamineze în permanență strategiile, tehnicile și instrumentele în lumina noilor tehnologii. Strategia afacerilor electronice în turism înseamna acțiune continuă, în corelație cu stadiul de evoluție al agenției de turism (lansare, consolidare, creștere, maturitate) și cu mediul în care aceasta acționează, adevărata provocare pentru companiile din turism fiind regândirea organizării și a proceselor de afaceri, astfel încât sa își crească productivitatea prin utilizarea Internet-ului într-o piață concurențială și să își facă simțită prezența pe piața globală.
Un rol important în procesul de management al unei afaceri electronice în turism îl au sistemele informatice în management ca părți distincte ale sistemului informațional, știut fiind faptul că, în domeniul serviciilor, mai ales în sectorul turistic, sistemul informatic reunește peste 90% din totalitatea elementelor informaționale.
Astfel de sisteme informatice în management sunt proiectate pentru a îndeplini un număr variat de sarcini/obiective, cum ar fi stocarea informațiilor sau poate fi folosit ca instrument pentru planificarea, cercetarea și dezvoltarea activităților.

#### Sisteme informaționale în activitatea de turism electronic
Sistemele informatice, ca parte integrată a sistemului informațional la nivelul companiei, cuprind atât fazele manuale cât și cele automatizate ale culegerii și înregistrării informațiilor, analizei informațiilor și cele ale prelucrării informațiilor.
Sunt întâlnite doua mai categorii de sisteme informatice ce deservesc serviciile turistice, după cum urmează: sisteme informatice tip front-office, sistemele informatice utilizate pentru rezervări turistice ce folosesc Internetul.

##### Sistemele informatice tip front-office
Acest tip de sisteme prelucrează informații și oferă rapoarte în formă scrisă sau vizuală. Sunt folosite atât în structurile de primire turistică de dimensiuni medii și mari, dar și în agențiile de turism. Aceste sisteme sunt destinate pentru înregistrarea turiștilor, pentru gestiunea și managementul camerelor, pentru comercializarea produselor turistice sau pentru evidența încasărilor. Două astfel de sisteme care înglobează toate activitățile prezentate mai sus sunt Medallion PMS si Epitome PMS, aplicații care lucrează cu pachete complexe de servicii, cum sunt: organizarea timpului liber, optimizarea profitului, facturare, corespondență sau înregistrarea plecărilor și sosirilor de turiști.

##### Sistemele informatice destinate rezervărilor turistice
Pot opera atât cu turiști individuali, dar și cu agențiile de turism. Ele reunesc serviciile de rezervare și vânzare propriu-zisă cu cele de informare.
Sistemele sunt modularizate și permit interconectarea departamentelor ticketing, outgoing, incoming și intern etc. din cadrul structurilor de primire turistice sau din cadrul agențiilor cu departamentele financiar-contabile și cu managementul acestora. Printre altele, acestea permit expedierea și recepția de date către și de la sistemele de distribuție globală, precum Worldspan și Amadeus.

## Timpul liber, călătoriile, ospitalitatea și tehnologia informației
Turismul electronic vine în ajutorul turiștilor prin portaluri tematice și sisteme informatice ce reduc timpul pentru informare asupra destinațiilor, faciliteză procesele de rezervare în hoteluri sau pe cele de rent-a-car, ajută la planificarea călătoriei și la luarea deciziei.
World Wide Web este ca un crater în interiorul căruia se găsesc alte cratere mai mici, informații mai detaliate despre festivalurile de operă, și ofertele turistice pe piețele de nișă, informații despre agroturismul în regiuni nu prea cunoscute sau informații despre modalitățile diferite de cazare. Dată fiind imensitatea mediului Web, e destul de dificil pentru utilizatori să acceseze ultimele informații, la fel și pentru interpretarea acestora și “conectarea” lor la ofertele făcute de marii touroperatori.
În acest context, un rol important îl au sistemele semantice de căutare pe Internet sau agenții inteligenți de căutare în baze de date.

### Sistemele semantice
Sistemele semantice au ca scop conectarea informațiilor incomplete pentru a diminua dificultatea în căutarea și înțelegerea sursei informației, facilitând astfel accesul “surferilor” la ofertele turistice. În cadrul sistemelor semantice, cunoștințele despre sensul și însemnătatea resurselor web sunt stocate ca date (meta-data) ce pot fi procesate de către calculator. Serviciile pentru găsirea, integrarea și conectarea informațiilor sunte bazate pe descrieri semantice.

### Agenții inteligenți
Agenții inteligenți (softbots, knowbots sau bots în engleză) joacă un rol important în afacerile electronice în general, și în cel de turism electronic în particular, oferind asistență în căutarea pe Internet, ajutând potențialii consumatori de servicii turistice să facă comparații între ofertele turistice sau anunțând automat utilizatorii asupra unor evenimente recente. Prin intermediul rețelelor intranet, Internet sau extranet, aceștia asistă la localizarea și filtrarea datelor din diverse baze de date, acordând o mare atenție detaliilor înainte de a extrage cele mai concludente date.
Printre cei mai cunoscuți agenți inteligenți se numără browserele, motoarele de căutare și cititoarele RSS.

## Platforme de Turism
1. Booking 

2. Air Bnb 

3. Turist Info 

4. aNuvola Arhivat în 10 mai 2024, la Wayback Machine.